# Bert, Allier

Bert este o comună în departamentul Allier din centrul Franței. În 1 ianuarie 2022 avea o populație de 261 de locuitori.